# Thành phố đô thị Genova
Thành phố đô thị Genova (tiếng Ý: Città Metropolitana di Genova) là một trong các thành phố đô thị của Ý, thuộc vùng Liguria. Thủ phủ là thành phố Genova. Nó thay thế tỉnh Genova từ ngày 1 tháng 1 năm 2015 trong một đợt cải cách hành chính. Thành phố đô thị Genova nằm dưới quyền lãnh đạo của thị trưởng vùng đô thị (Sindaco metropolitano) và hội đồng vùng đô thị (Consiglio metropolitano).

## Hành chính
- Arenzano
- Avegno
- Bargagli
- Bogliasco
- Borzonasca
- Busalla
- Camogli
- Campo Ligure
- Campomorone
- Carasco
- Casarza Ligure
- Casella
- Castiglione Chiavarese
- Ceranesi
- Chiavari
- Cicagna
- Cogoleto
- Cogorno
- Coreglia Ligure
- Crocefieschi
- Davagna
- Fascia
- Favale di Malvaro
- Fontanigorda
- Genova
- Gorreto
- Isola del Cantone
- Lavagna
- Leivi
- Lorsica
- Lumarzo
- Masone
- Mele
- Mezzanego
- Mignanego
- Moconesi
- Moneglia
- Montebruno
- Montoggio
- Ne
- Neirone
- Orero
- Pieve Ligure
- Portofino
- Propata
- Rapallo
- Recco
- Rezzoaglio
- Ronco Scrivia
- Rondanina
- Rossiglione
- Rovegno
- San Colombano Certenoli
- Sant'Olcese
- Santa Margherita Ligure
- Santo Stefano d'Aveto
- Savignone
- Serra Riccò
- Sestri Levante
- Sori
- Tiglieto
- Torriglia
- Tribogna
- Uscio
- Valbrevenna
- Vobbia
- Zoagli